# Jojada
Jojada, hebr. יהוידע (skrócona forma imienia Jehojada: Oby Jahwe znał [wiedział], ur. ?, zm. przed 796 p.n.e.) – arcykapłan żydowski.
Ożenił się z Joszebą, siostrą króla Judy Ochozjasza. Kiedy po jego morderstwie matka Atalia przejęła władzę i rozkazała zabicie rodziny królewskiej, małżeństwo ukryło Joasza, jednego z synów Ochozjasza. Po sześciu latach  wprowadził go na tron i Atalia została zabita. Jojada rządził jako regent, dopóki Joasz nie osiągnął wieku, w którym mógł sam sprawować władzę. 
Pojawia się w 2 Księdze Królewskiej 11-12 oraz w 2 Księdze Kronik 23-24.